# Sandhi en indonésien
Sandhi (en devanagari संधि) est un mot sanscrit qui signifie « liaison » et désigne une modification phonétique. En indonésien, il affecte l'initiale, consonne ou voyelle, d'une base lorsque celle-ci est précédée des préfixes verbaux me- et nominal pe-.